# Franz Hubert Neugebauer
Franz Hubert Neugebauer byl český, německy mluvící židovský architekt. Umělecky působil se svým bratrem Josefem Richardem Neugebauerem.